# Castello di San Fili

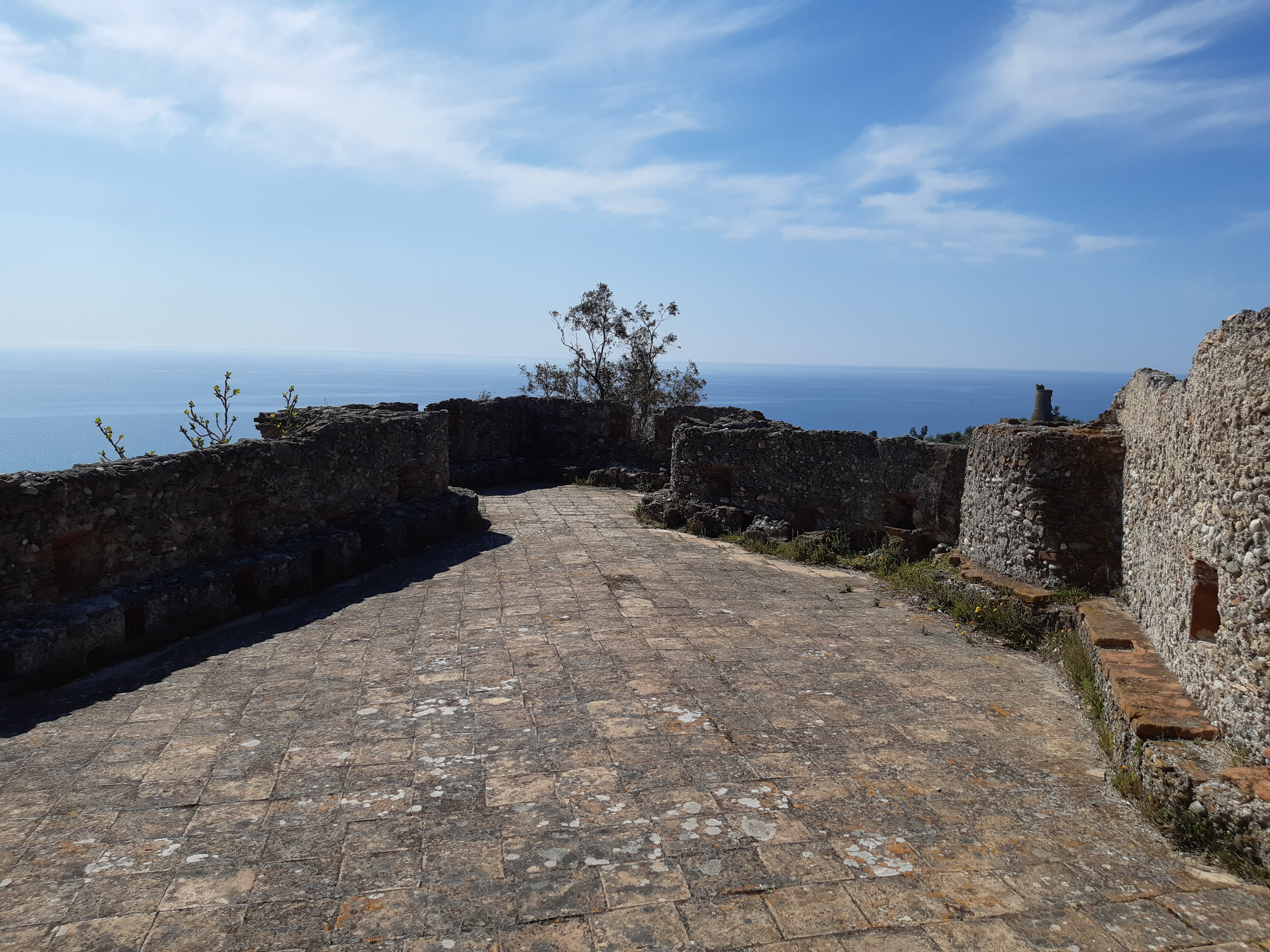
Auf dem Dach der Burgruine

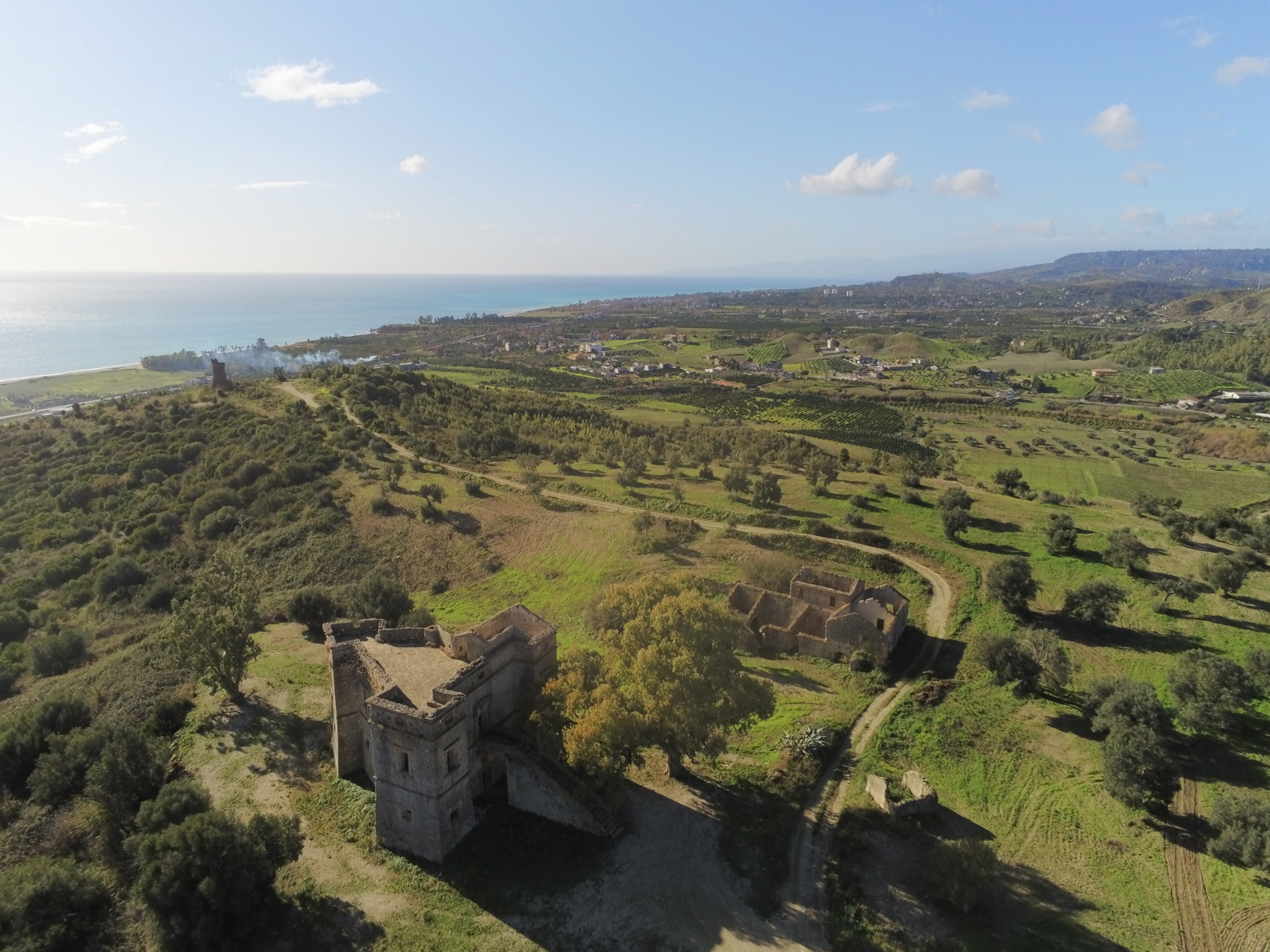
Die Burgruine in ihrer Umgebung

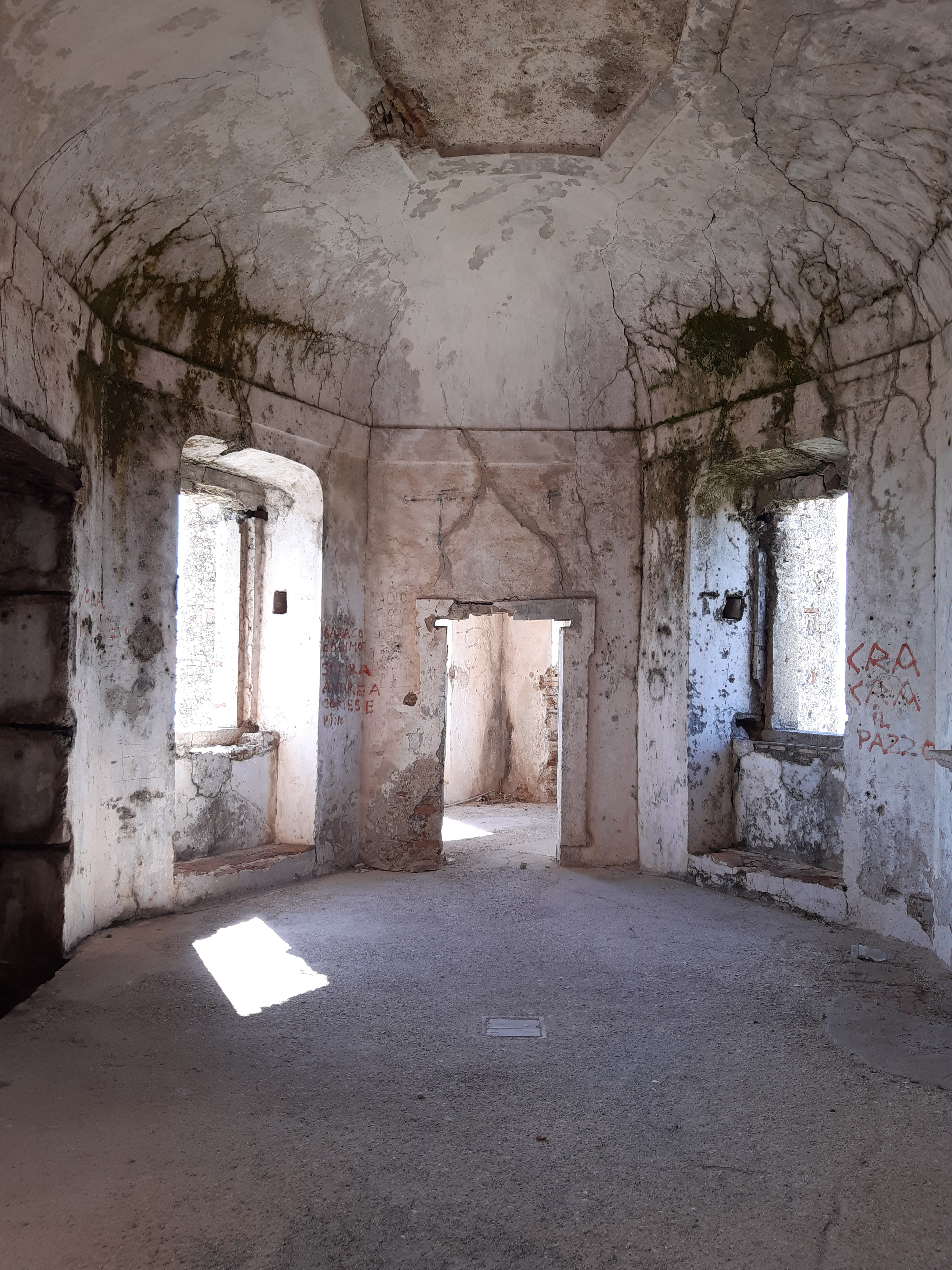
Das Gewölbe der Sala pseudovale

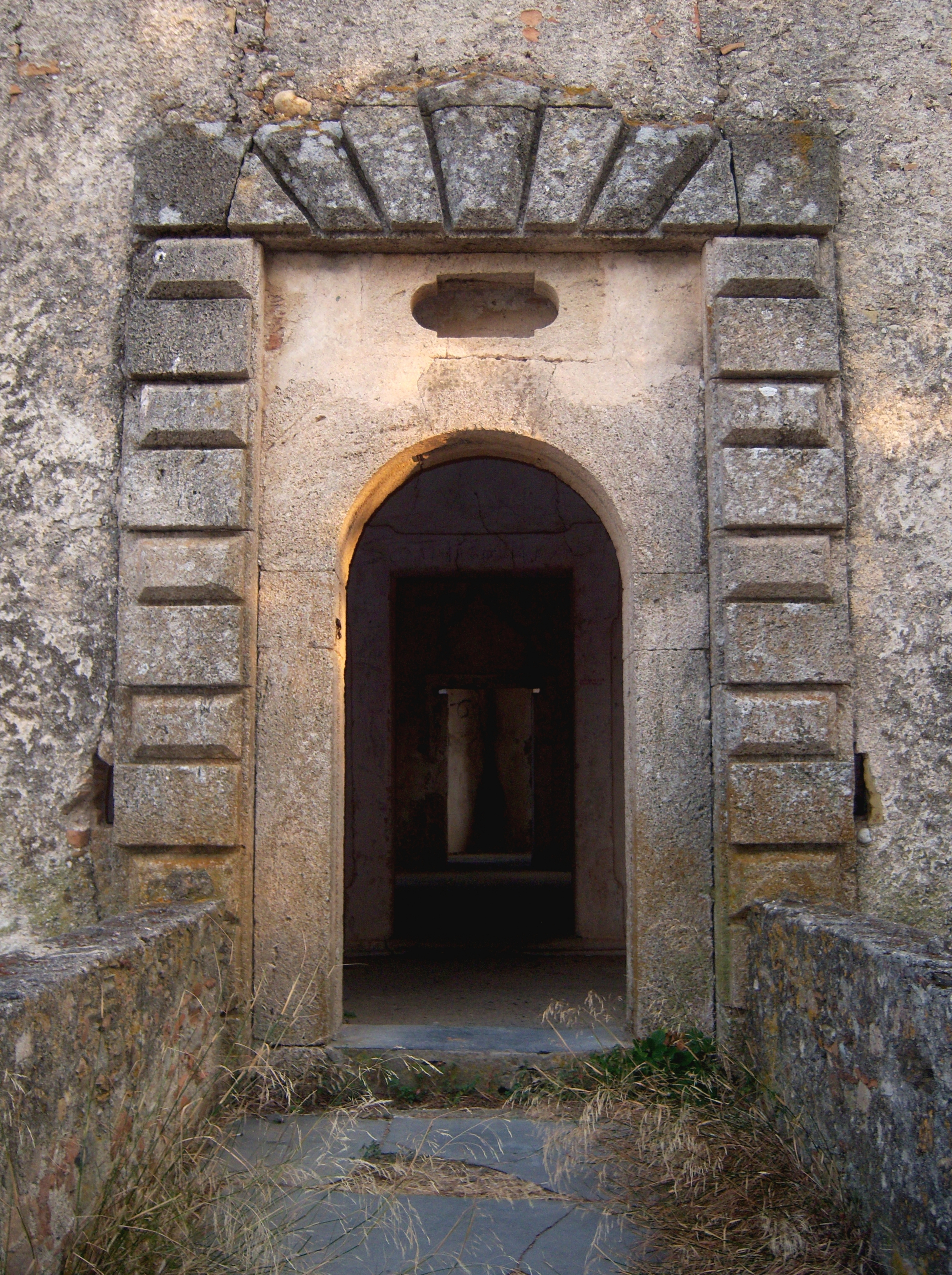
Detail des Eingangs

Das Castello di San Fili, auch Casino di San Fili genannt, ist eine Burgruine aus dem 18. Jahrhundert in Stignano in der italienischen Region Kalabrien.
Die Familie Lamberti ließ die Burg Anfang des 18. Jahrhunderts erbauen und das Kulturministerium stellte sie unter Denkmalschutz.

## Geschichte
Capitano Giuseppe Lamberti, ein Patrizier der Stadt Stilo, ließ das Gebäude zwischen 1711 und 1720 errichten; es wurde von Vincenzo Lamberti projektiert. Die Burg steht in einer Gegend, die früher Feudo di San Fili (dt.: Lehen von San Fili) hieß und bis Mitte des 17. Jahrhunderts Teil der Lehenskörperschaft der Universität Stilo war; dann kaufte sie der Neapolitaner Antonio Pulce und später, 1696, Antonio Lamberti. Giuseppe Lamberti, der Neffe von Antonio, kaufte 1721, nach der Errichtung des „Casinos“, den benachbarten Wachturm von San Fili. 1894 verkaufte die Familie Lamberti das „Casino“ und seinen Bauernhof an Ponziano Alvaro, der an dem Gebäude Änderungen anbringen ließ, um es geeigneter als Wohnstatt zu machen.

## Beschreibung
Die Burg ähnelt in einigen Details einem Gebäude nach den Prinzipien militärischer Architektur oder einer Palast-Festung. Die weit verbreitete Meinung, dass das Casino di San Fili die Realisierung eines großen Werkes im Kleinen sei, mag daher berechtigt sein. Das Gebäude hat zwei Stockwerke, ein Erdgeschoss und ein Obergeschoss. Beide sind von bescheidenen Ausmaßen und bestätigen so die nur gelegentliche Nutzung für Repräsentationszwecke. An der Hauptfassade vermittelt eine offene Treppe mit gerader Rampe den Zugang zum Obergeschoss.

### Ausbildung
Das „Casino“ hat einen dreieckigen Grundriss, an dessen Ecken sich zwei rechteckige Türme und eine Bastion befinden: Die Türme rahmen die Hauptfassade ein, während sich die Bastion, die nur als Schmuck dient, auf der anderen Seite, zum Meer hin, befindet. Das zweistöckige Gebäude ist an seinem gesamten Umfang von einem „Stier“ umgeben, einem Gesims mit kurvigem Profil, das das Erdgeschoss vom Obergeschoss trennt, ebenso wie von einem Gebälk-Traufgesims mit Architraven und Fries.
Die Folge der kleinen Schießschartenfenster im Erdgeschoss wiederholt sich im Obergeschoss mit größeren Fenstern und in der Mitte der Hauptfassade sitzt das mit Bossenwerk versehene Portal. Oben an der Fassade wechseln sich zwischen den beiden Gesimsen ovale Fensteröffnungen mit zahlreichen Schießscharten ab und wiederholen die Folge der Öffnungen in dem unteren Geschoss. Die Lage des „Casinos“ über dem Meer ermöglicht die Beobachtung der Umgebung, vor allen Dingen des Meeres und der Küste. Da große Terrassendach bietet einen guten Ausblick über die umgebende Landschaft; außer zum Meer kann man auch das Binnenland und die Berge sehen; der Sitz am Rande der Terrasse sorgt für einen noch besseren Überblick.
Über die gerade, offene Treppe und den Eingang durch das mit Bossenwerk versehene Portal oben wird der Zweck hervorgehoben, eine axiale Perspektive zu schaffen, die die verschiedenen „Momente“ des Gebäudes, vom Eingangsraum bis zum achteckigen Saal in der Mitte, betont, um sich schließlich im Panorama zum Meer hin und des darunterliegenden Hanges zu „verlieren“. Ein sorgfältiges Studium der Perspektive wurde auch auf die „Cantonali“ angewandt, die das Erdgeschoss erhöht erscheinen lassen. Die breiten Fenster der kleinen Räume im Obergeschoss, die unten eine Stufe haben, dienen dazu, den Blick auf die Landschaft zu genießen. Die Räume im Obergeschoss haben entweder Decken aus zusammengesetzten Gewölben (Rechteckgewölbe mit einem Mittelteil als Spiegelgewölbe) oder Rechteckgewölben. Die Räume, die entlang der Längsachse aufeinander folgen, - der Eingangsraum, der achteckige Saal und der Bastionsraum – haben in der Mitte ihrer Gewölbedecke Reliefrahmen in verschiedenen Formen, die vielleicht früher Deckengemälde einschlossen. Der Saal im Obergeschoss in Form eines länglichen Achtecks bildet den Mittelteil des Gebäudes. Das Erdgeschoss des „Casinos“, in dessen Mitte sich ein Raum in Form eines länglichen Sechsecks befindet, zeigt weniger raffinierte Architekturdetails und ein eher befestigtes Aussehen, das auch die Schießscharten betonen, die mit Rahmen mit doppelten Ohren verziert sind.

### Festungscharakter
Das Casino di San Fili erscheint als verkleinertes Modell einer Burg mit Zugbrücke und Schießscharten und im Allgemeinen einer Renaissancefestung. In seiner dreieckigen Form hat es zwei Türme in Parallelepipedform und eine gleichartige Bastion, sowie „Cantonali“ aus Steinblöcken.
Das Erdgeschoss mit dicken Mauern und angeschrägten Außenwänden wird durch horizontale Schießscharten in Trichterform mit markierter Spreizung belichtet, ebenso wie durch einige kleine Fensterchen, die mit kleinen Eisengittern verschlossen sind. Einige der Fensteröffnungen wurden später erweitert. Ins Obergeschoss gelangt man über eine Treppe, die in der Gebäudeachse hervorsteht. Ursprünglich war die Treppe vom Gebäude getrennt und mit dem Obergeschoss durch eine Zugbrücke verbunden, die später durch einen gemauerten Balkon ersetzt wurde. Im Obergeschoss gibt es zwei Arten von Schießscharten, beide gespreizt, die für geschützte Kreuzschüsse genutzt wurden, ein Typ mit vertikalem Teil und der andere unter den Fensterbrettern mit horizontaler Ausrichtung. Auf dem Terrassengeschoss verteilen sich die vertikalen Schießscharten, die für den geschützten Kreuzschuss genutzt wurden, entlang der Brüstung der Terrasse. Einige davon sind auch in der Mauer, die das Treppenhaus von der Terrasse trennt; sie sind aus Richtung der Terrasse in Richtung Treppe gerichtet. Einige vertikale Schießscharten haben eine Form, die auf das Armbrustschießen zurückzuführen ist.